# Вожега
Вожега (на руски: Вожега) е селище от градски тип в Русия, административен център на Вожегодски район, Вологодска област. Населението му към 1 януари 2018 година е 6135 души.